# Torsten Åhman

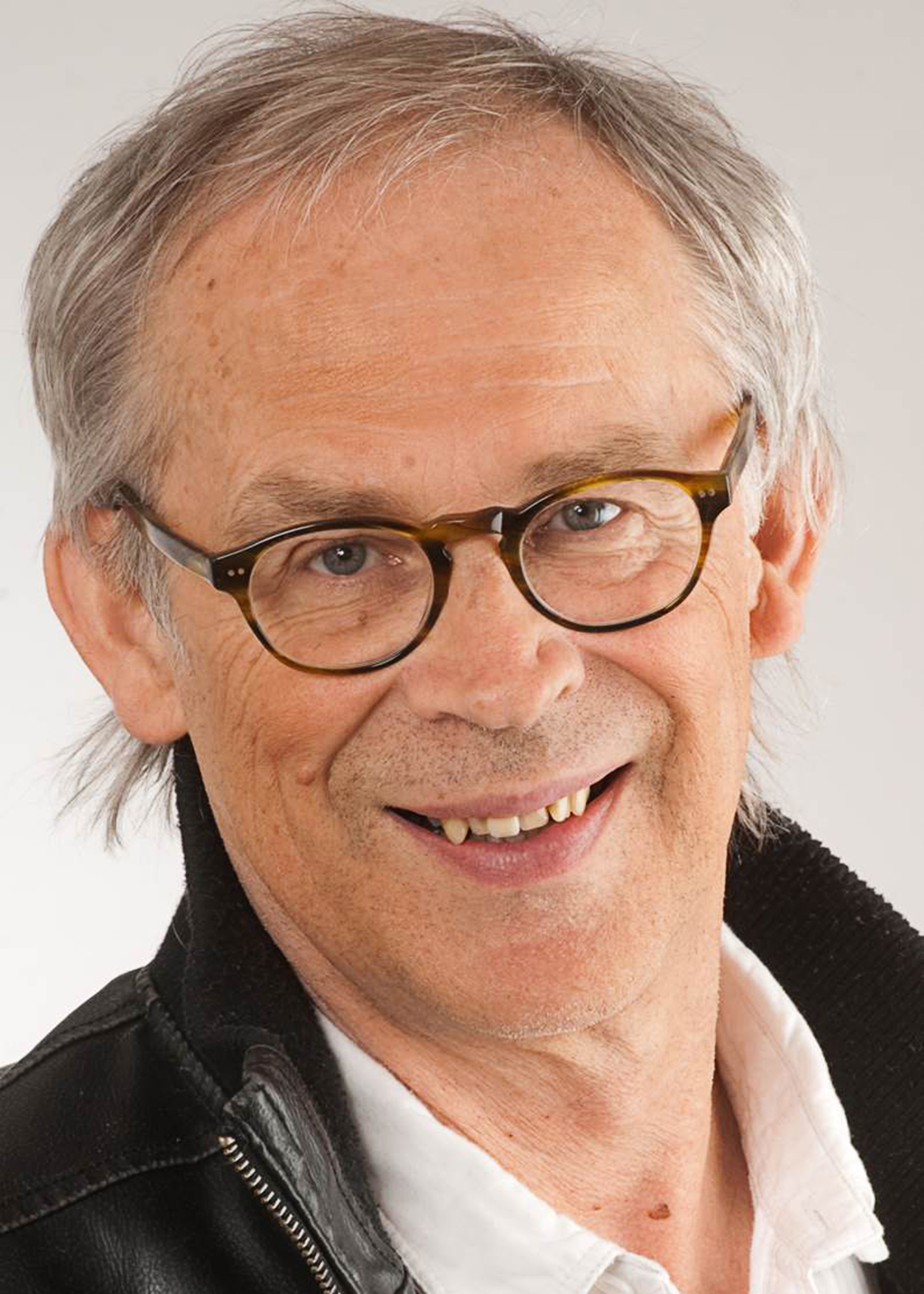
Torsten Åhman, 2013

Karl Torsten David Åhman, född 22 maj 1944 i Vadstena, död 9 september 2017, var en svensk riksevangelist och pastor i Svenska Missionskyrkan, numera Equmeniakyrkan. 
Åhman arbetade även som frilansande skribent åt tidningen Dagen och författare av bland annat böckerna Drömmen om församlingen, Kristen - vad är det egentligen och Samtal i trons gränsland (tillsammans med journalisten Mats Bjurbom) . Han övertog 2010 rollen som partiledarutfrågare i Missionskyrkans traditionella utfrågningar inför valet efter Thor-Björn Bastås och John Hedlund.
Han gifte sig 1980 med sångerskan Christina Gunnardo, som avled 2005. Den 29 mars 2009 gifte han om sig med Elisabet Lidbeck, som tog namnet Åhman.
2013 mottog Torsten Åhman C S Lewis-priset.